# Euthore fastigiata
Euthore fastigiata är en trollsländeart som först beskrevs av Selys 1859.  Euthore fastigiata ingår i släktet Euthore och familjen Polythoridae. IUCN kategoriserar arten globalt som livskraftig. Inga underarter finns listade i Catalogue of Life.